# Shimon ben Shetach
Shimon ben Shetach (en hebreu: שמעון בן שטח), al voltant dels anys 120-40 abans de Crist, va ser un erudit fariseu i un Nasí del Sanedrí, durant els regnats d'Alexandre Janeu (103-76 a.C.) i la seva successora, la Reina Salomé Alexandra (76-67 a.C.), que va ser la germana de Shimon. Per tant, estava estretament relacionat amb la cort, gaudint, almenys inicialment, del favor d'Alexandre Janeu. Encara que era rabí de professió, es diu que l'omissió de tal epítet quan s'esmenta en la literatura rabínica, testifica la seva grandesa com a savi rabínic, que es classifica juntament amb Hillel. El carrer Shimon ben Shetach, situat al centre de Jerusalem, duu el seu nom.

## Sota el mandat d'Alexandre Janeu
Durant el regnat d'Alexandre Janeu, el Sanedrí consistia gairebé exclusivament en saduceus; no obstant això, Shimon va aconseguir expulsar a alguns dels membres saduceus i reemplaçar-los per fariseus. Havent aconseguit això, Shimon va fer tornar d'Alexandria, Egipte, als fariseus que havien estat obligats a cercar refugi allà durant el regnat d'Alexandre Janeu, entre aquests fugitius es trobava Josué ben Perachya, l'anterior Nasí. Josué va ser triat president de nou, i Shimon va assumir el càrrec de vicepresident. A la mort de Josué, Shimon va esdevenir el nou president, i Judà ben Tabbai el vicepresident. L'actitud d'Alexandre Janeu cap als fariseus, no obstant això, aviat va patir un canvi, i de nou es van veure obligats a fugir, fins i tot el propi Shimon es va veure obligat a amagar-se. En aquella època, alguns enviats parts van ser a la cort d'Alexandre i van ser convidats a la taula del rei, on van notar l'absència de Shimon, de la saviesa del qual s'havien beneficiat en visites anteriors. Amb la seguretat del rei que no faria mal al fugitiu, la reina va fer que el seu germà tornés a la cort. En tornar a aparèixer, Shimon va prendre el seu lloc entre la parella real amb una mostra de autoconciencia que va sorprendre al rei; a continuació, Shimon va comentar: "La saviesa a la qual serveixo m'atorga el mateix rang que els reis".
Durant el mandat de Shimon ben Shetach com a cap del Sanedrí, el tribunal va deixar d'imposar multes a les demandes monetàries (en hebreu: dinei mamonot) segons el prescrit en la Llei de Moisès. Va ser també durant el seu mandat que va promulgar la regla de conducta que un rei israelià no ha de jutjar, ni els homes han de jutjar-lo, degut a un incident que va tenir lloc amb un dels servents del rei Janeu que havia comès un assassinat.

## Sota el mandat de la Reina Salomé Alexandra
Després que Shimon va tornar, va gaudir del favor del rei. A la mort del rei, la reina Alexandra va succeir-lo al govern, i Shimon i el seu partit, els fariseus, van obtenir una gran influència. Juntament amb el seu col·lega, Judà ben Tabbai, Shimon va començar a reemplaçar els ensenyaments saduceus i a restablir l'autoritat de la interpretació farisaica de la Torà. Per això se l'anomena "el restaurador de la Llei", que "ha retornat a la corona de la ciència la seva antiga esplendor". Shimon va descartar el codi penal que els saduceus havien introduït com a complement al codi bíblic; i gairebé tots els ensenyaments i principis introduïts per ell van en contra de la interpretació saducea de la Llei. De les promulgacions de Shimon, dues van ser d'especial importància. Una d'elles consistia en la restricció dels divorcis, que aleshores eren freqüents. Shimon va arreglar que el marit pogués fer servir el regal de matrimoni prescrit en la ketubà, en el seu negoci, però que tota la seva fortuna havia de ser considerada responsable per això. En la mesura en què un marit d'escassos recursos no podia permetre's el luxe de retirar una suma de diners del seu negoci, el dictamen de Shimon volia controlar els divorcis precipitats. L'altre acte important es referia a la instrucció dels joves.

## Fundació d'escoles populars
Fins a l'època de Shimon no hi havia escoles a Judea, i la instrucció dels nens es deixava, segons els preceptes bíblics, als pares. Shimon va ordenar que s'establissin ieixives a les ciutats més grans, a les quals els joves podien rebre la instrucció de les Sagrades Escriptures, així com el coneixement tradicional de la Llei.

## Caça de bruixes i mort del seu fill
En un cas significatiu de caça de bruixes, en un sol dia la cort de Shimon ben Shetach va condemnar a mort a 80 dones de la ciutat d'Ascaló, que havien estat acusades de bruixeria. Els familiars d'aquestes dones, plens d'un desig de venjança, van presentar fals testimoni contra el fill de Shimon, a qui van acusar d'un delicte que implicava la pena cabdal, i com a resultat d'aquest càrrec va ser condemnat a mort. Mentre es dirigien al lloc de l'execució, els acusadors es van retractar del seu testimoni. A continuació, es va procedir a l'execució.

## Imparcialitat
La justícia de Shimon cap als no jueus (gentils) queda il·lustrada per la següent narrativa: Shimon vivia en un ambient humil, mantenint-se a si mateix i a la seva família dirigint un petit negoci tèxtil de peces de lli. Una vegada els seus alumnes li van regalar un ruc que havien comprat a un mercader gentil. Fent servir una fórmula legal prescrita pel Talmud, van dir al comerciant gentil: 
"Quan et paguem, aquest ruc i tot el que hi ha en ell serà nostre".
Després de rebre el regal, Shimon va examinar a l'animal de càrrega, i va descobrir una joia costosa. Els estudiants van dir alegrement que el seu mestre ara podia deixar de treballar, ja que els guanys de la joia el farien ric, la fórmula legal de la venda significava que la joia era ara de la seva propietat. Shimon, no obstant això, va respondre que encara que la lletra de la llei deia que tenien raó, estava clar que el venedor no tenia la intenció de vendre la joia juntament amb l'animal. Shimon va retornar la gemma al venedor, el qual va exclamar: 
"Lloat sia el Déu de Shimon ben Shetach!"